# Tun Tin
Thura U Tun Tin (Myitkyina, 2 ottobre 1920 – Yangon, 1º maggio 2020) è stato un generale e politico birmano.
Allievo della Mandalay University, fu membro del gruppo nazionalista dei Thakins ed era un convinto antibritannico. Nel 1942 si arruolò nell'Esercito di Indipendenza Birmano e combatté contro gli occupanti giapponesi, mostrando notevole coraggio. Militare di carriera, si guadagnò il titolo onorifico di Thura per la spietata repressione di una rivolta Karen nel 1949.
Nel 1950 divenne Marshal Provost dell'esercito birmano; lavorò poi al Ministero del Lavoro quale segretario generale e al Ministero della Difesa, fino al 1972. Nel 1972 entrò come viceministro alle cooperative nel governo di Ne Win e lasciò l'esercito. Nel 1974 divenne Ministro del Lavoro e nel 1975 Ministro delle Cooperative sotto Sein Win.
Nel 1977 divenne Ministro della Pianificazione e delle Finanze e un anno dopo Vice Primo Ministro (il Primo Ministro era Maung Maung Kha). Il 26 luglio 1988 Tun Tin venne nominato Primo Ministro. Sotto il suo governo ebbe luogo la rivolta 8888. Tun Tin mostrò indecisione nel gestire gli avvenimenti e il 18 settembre fu deposto dal generale Saw Maung in un colpo di stato. In vecchiaia si è distinto come scrittore di biografie storiche.
È morto il 1º maggio 2020, all'età di 99 anni.